# Некрасов, Борис Владимирович
Некра́сов Борис Владимирович (6(18) сентября 1899, Москва — 24 июня 1980, Москва) — советский химик, член-корреспондент АН СССР по Отделению химических наук (1946).
Работал главным образом в области теоретической химии. Основные темы работ: гомологические ряды и цис-транс-изомерия (1927), учение об электронных аналогах, ставшее дополнительным обоснованием структуры периодической системы (1935), строение и свойства бороводородов (1940), электросродство химических элементов (1946), метод расчёта (на примере углеводородов) индукционных взаимодействий (1968), молекулярная электростатика (с 1970).
Широко известен как автор книг «Курс общей химии».

## Биография
Борис Владимирович Некрасов родился в Москве 18 сентября 1899 года в семье инженера-механика, начальника участка на Московско-Курской железной дороге.
В 1918 году Некрасов окончил 2-ю Московскую гимназию, в 1924 году окончил Московский институт народного хозяйства им. Г. В. Плеханова. Начал педагогическую деятельность, будучи ещё студентом: с 1923 года преподавал химию на рабочем факультете института. Работал в Институте народного хозяйства ассистентом, а затем старшим ассистентом до конца 1929 года.
С февраля 1928 г. - старший ассистент на химическом факультете Московского высшего технического училища и в образованных на его основе втузах, впоследствии доцент.
В конце 1929 г. избран учёным секретарём химического факультета, после его преобразования работал помощником заведующего учебным отделом втузов. В конце 1930 г. назначен Заведующим кафедрой аналитической химии 2-го Московского химико-технологического института.
В 1932 г. был утверждён профессором 2-го МХТИ. При создании на базе института Химической академии РККА (позднее – Военно-химическая академия, затем – Всесоюзная академия химической защиты) был зачислен на действительную военную службу и назначен начальником кафедры аналитической химии, в марте 1937 г. перечислен в запас РККА и оставлен в занимаемой должности.
За исследования в области адсорбции Борису Владимировичу в 1936 г. была присвоена степень доктора химических наук без защиты диссертации.
В 1937 г. избран по конкурсу заведующим кафедрой общей и неорганической химии Московского текстильного института, в начале 1938 г. при введении штатно-окладной системы во втузах зачислен в штат института, не переставая работать в Химической академии РККА. В июне 1939 г. по личному заявлению был освобождён от работы в академии из-за несоответствия с уже определившейся его специальностью химика-неорганика.
Осенью 1939 г. избран заведующим кафедрой общей и неорганической химии Московского института цветных металлов и золота. Сначала работал в институте по совместительству, а в 1941 г. перешёл в его штат. Проработал в институте до 1960 г.
С 4 декабря 1946 года — член-корреспондент АН СССР по Отделению химических наук (общая и неорганическая химия).
Умер 24 июня 1980 года в Москве. Похоронен на Кунцевском кладбище.

## Научные исследования
Одной из характерных черт Бориса Владимировича Некрасова являлось многогранность научных интересов, он проводил исследования в различных областях химии.

### Исследования адсорбции
Впервые с помощью экспериментов по изучению поведения неорганических комплексных соединений в условиях взаимодействия с адсорбентом установил общий характер имеющих место в этих процессах закономерностей.
Обнаружил новый и принципиально важный факт поглощения адсорбентом остаточного комплекса определённого состава.
В рамках изучения характера адсорбции гомологов одноосновных кислот в зависимости от различных условий открыл возможность полного обращения правила Траубе даже в водных растворах, что легло в основу метода оценки ультрапористости активных углей.

### Исследования в области теоретической органической химии
Борис Владимирович провёл обширное исследование о гомологических рядах и цис,транс-изомерии насыщенных соединений по аналогии с ненасыщенными. Было показано существование такого вида изомерии, а также сделан ряд других теоретических выводов о равновесиях между цис,транс-формами, энергетике образования циклов и т.д.
Другой цикл работ Некрасова был посвящён температурам кипения органических соединений. В ходе них впервые была количественно охарактеризована зависимость между температурой кипения вещества и его молекулярной рефракцией. Был разработан метод численного учёта зависимости температур кипения от строения веществ. Данные выводы позволили использовать такую простую константу, как температуру кипения, для анализа структуры соединений.

### Исследования в области периодического закона
Борисом Владимировичем было выдвинуто учение об электронных аналогах, благодаря которому такие непонятные до этого факты, как, например, отсутствие аналогии между высшими кислородными соединениями хлора и брома, были объяснены, что углубило понимание периодического закона.

### Исследования в области теории комплексных соединений
Некрасов дал понятное объяснение эффекту транс-влияния в координационных соединениях, умелое оперирование которым в настоящий момент играет большую роль в химии комплексных соединений.
Благодаря работам по строению гетерополикислот был разрешен вопрос о противоречиях между структурными и химическими исследованиями данных соединений. Было показано, что верное истолкование химических данных приводит к хорошему согласованию с рентгенокристаллографическими данными.
Работы по изомеризации комплексных соединений, в ходе которых впервые дана общая теория этого процесса, дали возможность предсказывать направление изомеризации, хорошо согласующееся с экспериментом. Был выяснен механизм внутрисферных перегруппировок, был обоснован новый метод установления пространственного строения координационных соединений.

### Исследования бороводородов
Борис Владимирович Некрасов разработал детальную теорию строения бороводородов, над которой до этого безуспешно работало много ученых. Для этого он нашел совершенно новый подход к проблеме: начинать не от углеводородов, а галогенидов алюминия. Теория охватывает как результаты структурного исследования бороводородов, так и химические свойства данного класса соединений. 

## Основные работы
(неполный перечень):
- «Курс общей химии», М., 1935
- «Курс общей химии», М., 1948
- «Курс общей химии», М., 1952[3]
- «Курс общей химии», М., 1962 (всего не менее 14 изданий)
- «Учебник общей химии», М., 1963
- двухтомная монография «Основы общей химии», М.
- «Основы общей химии», М., 1967
- «Основы общей химии», М., 1969
- «Основы общей химии», М., 1970
- «Основы общей химии», М., 1973[8][9]
- «Основы общей химии», М., 1974
- «Учебник общей химии», М., 1981[10]
- «Учебник общей химии», М., 1988
- «Основы общей химии», СПб., 2003

## Награды
Награждён орденом Ленина и орденом Трудового Красного Знамени, а также медалями.